# Padlófűtés
A padlófűtés egy fűtési forma.

## Története

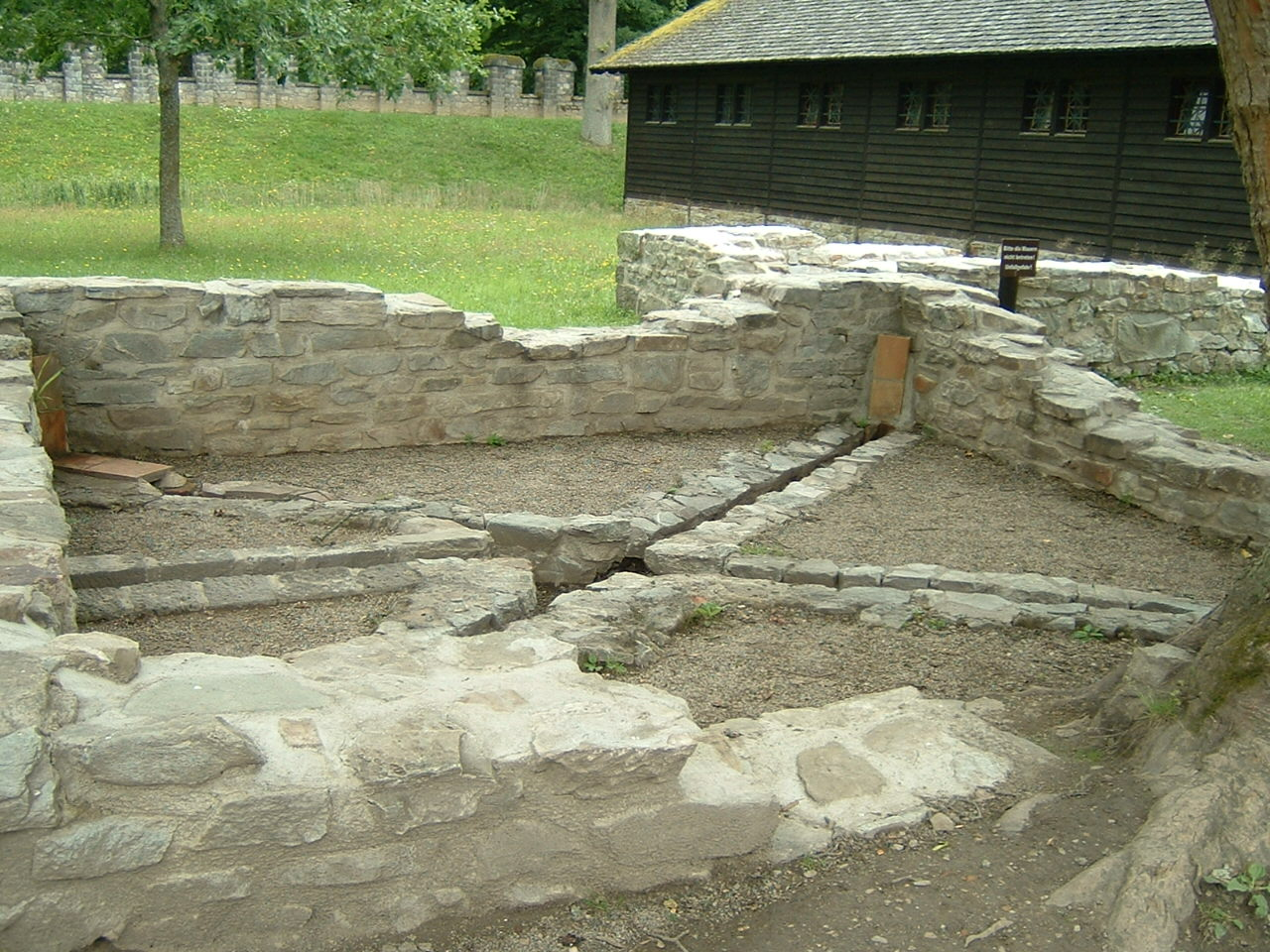
Római padlófűtés (hypocaustum)

Részben az ókori nagyobb épületekben építettek padlófűtést (hypocaustum), részben a középkori kolostorokban alkalmazták a padlófűtés egy légfűtéses módját. Magyarországi példája a Margit-szigeti domonkos kolostorban látható.  A Margit-szigeti domonkos apácakolostor padlófűtésében  egy kis téglával kibélelt fűtőkamrában tüzeltek, aminek teteje egy soklyukú kőlappal volt lefedve. A fa égetésekor a lyukak le voltak zárva, majd mikor szénné égett a kamrában lévő fa, szabaddá téve őket kellemes meleg áramlott a refektórium vendégei számára. A kutatás egyébként a más kolostorokban elterjedt fűtési rendszer rokonaiként és nem a római hypocaustum, azaz padlófűtés továbbéléseként tartja számon a szigeti rendszert. Nagyobb méretben oszlopokra épített padló alatt vezeték ki a füstöt. A magyar várak közül a budai, az esztergomi, és a visegrádi királyi vár fontosabb helyiségeit így fűtötték. Megtekinthető leletei az Aquincumi Múzeumban találhatók.

## A modern padlófűtés

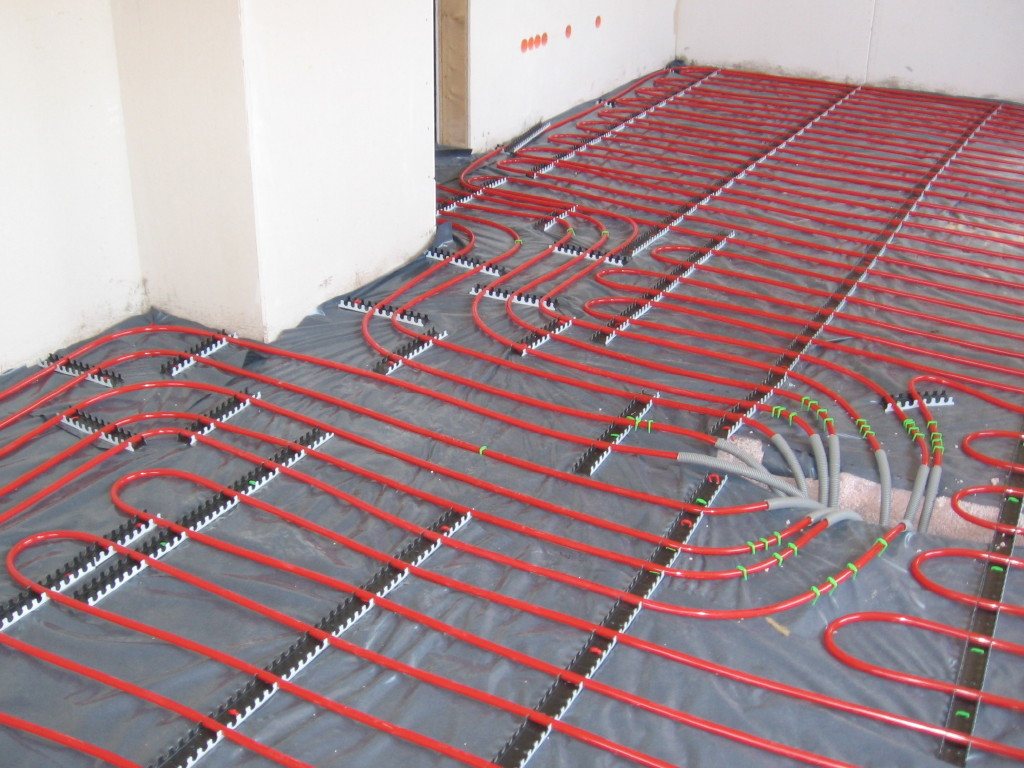
Csövek padlófűtéshez

Valamilyen fűtőközeg (leginkább víz) felmelegítése és áramoltatása, az erre használatos berendezésekkel, csövekkel, idomokkal, szerelvényekkel.
A sugárzófűtések csoportjába tartozik: mivel a komfortérzetet az ilyen jellegű hőátadás (a hőáramlásos konvektív hőátadással szemben) kb. 55%-ban határozza meg, így alkalmazása indokolt. Kezdetben luxusigényű fűtési rendszereknél alkalmazták (ipari épületekben nagy belmagasságú terek fűtésének egyik lehetséges megoldásaként), manapság családi házak, társasházak egyéb lakó- és hivatali épületek megszokott fűtési rendszerévé is vált.
A tisztán padlófűtéssel kivitelezett rendszer a 2010 előtt épült épületekben azonban ritka, és nem is célszerű, mivel
- az ide vonatkozó szabványok a padló felületi hőmérsékletét lakóhelyiségekben 29, az úgynevezett: peremzónában 36 (tb = 20 °C), fürdőszobában 33 °C-ban (tb = 24 °C) maximálják: ilyen hőmérsékletekkel a rendelkezésre álló felülettel a teljes hőszükséglet legtöbbször nem biztosítható
- kizárólag padlófűtés alkalmazása esetében a padló közelében nagyobb koncentrációjú port tartalmazó légréteg alakul ki, ami különösen hálószobában vagy gyermekszobában nemkívánatos
- átmeneti időjárási időszakban (reggel hűvös, délután meleg) a nagy hőtehetetlenség miatt rossz kialakításnál túlfűtés jelentkezhet
- szintén a nagy hőtehetetlenség miatt nehezebb a felfűtés is
- a padlófűtés hatását leginkább kerámia- vagy kőburkolat alkalmazása esetén tudja kifejteni, melegpadló igénye esetén a szigetelő hatás miatt nem annyira ideális megoldás.

A fenti megfontolásokból célszerű volt a padlófűtést hagyományos radiátoros fűtéssel kombinálva alkalmazni, régebben. A mai előírásoknak megfelelve azonban elég lehet csak a padló vagy a mennyezetet fűteni, esetleg a külső lehűlő felületet is bevonni a fűtésbe, ha a méretezés szerint nem elég a fűtési felület.

### Kialakítása
A fűtési rendszerek tervezését a külső és belső térelhatároló szerkezetek hőtechnikai adataiból, a mértékadó téli fűtési hőszükséglet számításával kell kezdeni. Előzetes becslés vagy ellenőrzés céljára használható a tapasztalati "hőkarakterisztika" módszer: ez alapján a fűtött légtér mértékadó, egységnyi (fajlagos) hőszükséglete 30...70 W/m³ érték közé esik, 2010 előtti épületeknél! A mai épületeknél 10-30 W/m3, passzív házaknál 3-10W/m3 körüli értékek alakulnak, de minden esetben hőtechnikai méretezéssel lehet pontosan kiszámolni! A hőszükséglet legalább 30...40%-át javasolt volt konvektorlemezes, radiátoros fűtéssel fedezni, a régebbi építéseknél. A padlófűtés hasznos felületét, ha vannak padlóra állítottak a bútorok, a felületükkel csökkentve lehet figyelembe venni. A szőnyegek is teljesítmény rontó tényezőként jelennek meg! A sugárzófűtés miatt, a hőszükséglet számításnál feltételezett belső hőmérséklet 1-3 °C-kal alacsonyabb lehet.(1 fok hőmérséklet különbség 6-7% energia megtakarítás!!) Padlófűtés céljára kizárólag erre minősített csövet használjunk fel (oxigéndiffúzió ellen védett térhálósított polietilén, műanyag bevonatos min. 0,7 mm falvastagságú padlófűtési rézcső stb.): a csövek legáltalánosabb belső átmérője 12–13 mm. Ha nem oxigéndiffúzió védett cső került alkalmazásra, mindenképpen hőcserélős leválasztás javasolt!!
Létezik nedves kialakítású (bebetonozott jellemzően) ez az leggyakrabban alkalmazott, de létezik száraz kialakítású is.